# Jerome Kagan
Jerome Kagan (25. února 1929, Newark – 10. května 2021) byl americký psycholog židovského původu, představitel vývojové psychologie. Byl 22. nejcitovanějším psychologem 20. století. Zaobíral se především emocemi. Proslul výzkumem, jehož výsledky tvrdí, že určité vlastnosti v raném dětství umožňují predikovat soubor vlastností jedince v adolescenci.